# اولا داحمد الطلبة (اكوت الوسطى)
اولا داحمد الطلبة هو دُوَّار يقع بجماعة آيت حمو، إقليم الرحامنة، جهة مراكش آسفي في المملكة المغربية. ينتمي الدوّار لمشيخة اكوت الوسطى التي تضم 14 دوار. يقدر عدد سكانه بـ 187 نسمة حسب الإحصاء الرسمي للسكان والسكنى لسنة 2004.

## روابط خارجية
- البوابة الوطنية للجماعات الترابية
- المندوبية السامية للتخطيط